# Valrhona
Valrhona es una casa chocolatera de lujo francesa. Fue fundada en 1922 en la pequeña ciudad de Tain-l'Hermitage (departamento de Drôme), en la región vinícola de Hermitage, entre las ciudades de Lyon y Valence por el repostero francés, Albéric Guironnet del valle del Ródano y tiene cinco subsidiarias y 60 distribuidores locales en todo el mundo. Actualmente es uno de los productores punteros de chocolate del mundo. La compañía también mantiene la École du Grand Chocolat, una escuela para cocineros profesionales centrada en los platos y dulces basados en chocolate.
Valrhona se dedica principalmente en los bombones de lujo comercializados para consumo profesional y particular. Aunque está considerada una de las mejores marcas de bombones del mundo, Valrhona tiene aproximadamente el mismo rango de precios que marcas como Godiva y Neuhaus. Entre sus productos se incluyen los dulces de chocolate, las barras de chocolate solo o con sabores, y chocolate a granel en barras o bolas. Valrhona produce chocolate de temporada elaborado a partir de granos de la cosecha de un solo año de una plantación específica, principalmente el Grand Crus que se cultiva en Sudamérica, Oceanía y el Caribe. Actualmente están en producción tres marca de chocolates de temporada (Ampamakia, Gran Couva y Palmira) con plantaciones en Madagascar, Trinidad y Venezuela respectivamente.